# Cualquier día
Cualquier día es el título del álbum debut de estudio grabado por la cantautora puertorriqueña Kany García. Fue lanzado al mercado bajo el sello discográfico Sony BMG Norte el 10 de julio de 2007. El álbum fue producido por Guillermo Gil y co-producido por Pancho Ruíz y Mario Santos. El sencillo principal fue la canción “Hoy ya me voy”. El álbum tuvo una buena acogida en el mercado latino, alcanzando el décimo puesto en las listas de éxitos de pop latino y convirtiéndose en número 1 en el "Top Heatseekers" de Billboard.

## Información del álbum
El álbum se comenzó a grabar en el año 2006 en México y Puerto Rico, con la ayuda del productor musical Guillermo Gil. Incluye 11 canciones, todas de la autoría de la cantante. De estas fueron promocionadas cinco como sencillos "Hoy ya me voy", "¿Qué nos pasó?", "Amigo en el baño", "Esta soledad" y "Estigma de amor".
El álbum fue certificado Disco de Oro por la RIAA por la venta de más de 100.000 copias en los Estados Unidos, también fue certificado "Disco de Oro" por AMPROFON en México por vender más de 50.000 copias solo en ese país. El 10 de septiembre de 2008, fue nominado a los Premios Grammy Latinos 2008 en las categorías "Álbum del Año" y "Mejor Álbum Vocal Pop Femenino", y el primer sencillo "Hoy Ya Me Voy", recibió una nominación para "Canción del Año", mientras que la artista fue nominada a "Mejor Artista Nuevo". El jueves 13 de noviembre de 2008, Kany García ganó el Grammy Latino al "Mejor Nuevo Artista" y "Mejor Álbum Vocal Pop Femenino"

## Lista de canciones
El disco incluye 11 canciones.

Todas las canciones escritas y compuestas por Kany García. 
| Cualquier día |                          |              |          |  |
| N.º           | Título                   | Escritor(es) | Duración |  |
| 1.            | «Esta soledad»           | Kany García  | 3:11     |  |
| 2.            | «Estigma de amor»        | Kany García  | 3:55     |  |
| 3.            | «Amigo en el baño»       | Kany García  | 3:26     |  |
| 4.            | «Hoy ya me voy»          | Kany García  | 3:57     |  |
| 5.            | «Mujer de tacones»       | Kany García  | 3:14     |  |
| 6.            | «¿A dónde fue Cecilia?»  | Kany García  | 4:11     |  |
| 7.            | «Te vuelvo a ver»        | Kany García  | 3:28     |  |
| 8.            | «¿Qué nos pasó?»         | Kany García  | 3:23     |  |
| 9.            | «Karla se fue»           | Kany García  | 3:11     |  |
| 10.           | «Si ya no estás conmigo» | Kany García  | 3:16     |  |
| 11.           | «Todo basta»             | Kany García  | 3:27     |  |
| 38:40         |                          |              |          |  |

## Sencillos
Hoy ya me voy: Fue el sencillo principal del álbum, el cual se comenzó a escuchar en las radioemisoras el lunes 14 de mayo de 2007, y ese mismo día estuvo disponible para descarga digital en iTunes. El video musical del tema fue rodado en México bajo la dirección de Alexis Gudiño. "Hoy ya me voy" alcanzó el número 22 en el Billboard Top 50 Latin Songs, además ganó un Premio Billboard de la Música Latina en la categoría "Latin Pop Airplay del Año, Nueva Generación", y fue nominado para "Canción del Año" en los Premios Grammy Latinos de 2008.
¿Qué nos pasó?: Fue lanzado el lunes 1 de octubre de 2007 como segundo sencillo del álbum. Alcanzó el puesto número 22 en la lista de Billboard Latin Pop Airplay
Amigo en el baño: Fue lanzado oficialmente el lunes 4 de febrero de 2008. El video musical de la canción se estrenó en marzo en el programa de televisión puertorriqueño "No te duermas". La canción se posicionó en el Top 50 del Billboard Top Latin Songs
Esta soledad: Fue lanzado el lunes 28 de abril de 2008 como el cuarto sencillo de "Cualquier día". La canción se ubicó en el puesto 21 en el Billboard Hot Latin Songs y en el puesto 6 del Billboard Latin Pop Airplay. La canción fue usada como tema principal de la telenovela mexicana "Todo por amor", transmitida por la cadena TV Azteca.
Estigma de amor: Es el quinto y último sencillo del disco. La canción fue lanzada a las radios el lunes 1 de septiembre de 2008. Debutó en el Billboard Latin Pop Airplay en el puesto 38, logrando alcanzar posteriormente el puesto 15, además se ubicó en el Billboard Hot Latin Songs en el puesto 43.

## Cualquier día: Edición especial
El álbum Cualquier día fue re-lanzado al mercado el 21 de octubre de 2008 con una edición especial conformada por un CD y un DVD. El CD incluye las mismas canciones que el álbum original, y el DVD contiene algunos videoclips del disco anterior y otros en versión acústica. 

### Lista de canciones
El álbum incluye 11 canciones y 8 videoclips
CD
1. "Esta Soledad"
2. "Estigma de Amor"
3. "Amigo en el Baño"
4. "Hoy Ya Me Voy"
5. "Mujer de Tacones"
6. "¿Adónde fue Cecilia?"
7. "Te Vuelvo a Ver"
8. "¿Qué Nos Pasó?"
9. "Carla Se Fue"
10. "Si Ya No Estas Conmigo"
11. "Todo Basta"

DVD
1. "Bienvenida" (Video)
2. "Todo Basta" (Video acústico)
3. "Hoy Ya Me Voy" (Video acústico)
4. "Te Vuelvo A Ver" (Video acústico)
5. "Que Nos Pasó?" (Video)
6. "Amigo en el Baño" (Video)
7. "Esta Soledad" (Video)
8. "Hoy Ya Me Voy (Video)

## Posicionamiento en listas
| Tabla Ranking                                  | Pico posición |
| ---------------------------------------------- | ------------- |
| U.S Billboard Top Latin Albums                 | 48            |
| U.S Billboard Latin Pop Albums                 | 10            |
| U.S Billboard Top Heatseekers                  | 39            |
| U.S Billboard Top Heatseekers (South Atlantic) | 1             |
| México Top 100 Albums                          | 41            |

## Premios/nominaciones
| Año  | Ceremonia de los Premios     | Premio                                              | Trabajo          | Resultado |
| ---- | ---------------------------- | --------------------------------------------------- | ---------------- | --------- |
| 2008 | Billboard Latin Music Awards | Álbum Latino Pop del Año como Nueva Artista         | "Cualquier día"  | Ganadora  |
| 2008 | Billboard Latin Music Awards | Mejor Canción Latina Pop del Año como Nueva Artista | "Hoy ya me voy"  | Ganadora  |
| 2008 | Billboard Latin Music Awards | Mejor Canción Latina Pop del Año como Nueva Artista | "¿Qué nos pasó?" | Nominada  |
| 2008 | Billboard Latin Music Awards | Mejor Canción Latina Pop del Año, Femenina          | "Hoy ya me voy"  | Nominada  |
| 2008 | Premios Grammy Latinos       | Mejor álbum vocal pop femenino                      | "Cualquier día"  | Ganadora  |
| 2008 | Premios Grammy Latinos       | Mejor Artista Nueva                                 | "Kany García"    | Ganadora  |
| 2008 | Premios Grammy Latinos       | Álbum del año                                       | "Cualquier día"  | Nominada  |
| 2008 | Premios Grammy Latinos       | Canción del año                                     | "Hoy ya me voy"  | Nominada  |

## Créditos del álbum
- Voz — Kany García
- Productor — Guillermo Gil
- Co-productor — Pancho Ruíz & Memo Santos
- Director del artista — Paul Forat & José Gazmey
- A&R — Charlie García
- Grabación — La Bodega (Ciudad de México, México)
- Mezclado — El Cielo Recording (Monterrey, Nuevo León, México)
- Mezclado por — Memo Gil
- Asistente de grabación (La Bodega) — Juan Barbosa
- Asistente de mix (El Cielo Recording) — Lalo
- Mastering — Güicho Gil en El Cuarto de Máquinas (Ciudad de México, México)
- Compositora/cantante — Kany García
- Editor — Warner Chappell

© MMVII. SONY BMG MUSIC ENTERTAINMENT (US Latin) LLC.